# Pichia eremophila
Pichia eremophila är en svampart som först beskrevs av Phaff, Starmer & Tredick, och fick sitt nu gällande namn av Kurtzman, Robnett & Basehoar-Powers 2008. Pichia eremophila ingår i släktet Pichia och familjen Pichiaceae.   Inga underarter finns listade i Catalogue of Life.